# Рокенберг
Рокенберг (њем. Rockenberg) општина је у њемачкој савезној држави Хесен. Једно је од 25 општинских средишта округа Ветерау. Према процјени из 2010. у општини је живјело 4.056 становника. Посједује регионалну шифру (AGS) 6440022.

## Географски и демографски подаци
Рокенберг се налази у савезној држави Хесен у округу Ветерау. Општина се налази на надморској висини од 157 метара. Површина општине износи 16,1 km². У самом мјесту је, према процјени из 2010. године, живјело 4.056 становника. Просјечна густина становништва износи 252 становника/km².